# SpaceX CRS-19
SpaceX CRS-19 è la diciannovesima missione del programma Commercial Resupply Services per la Stazione spaziale internazionale. Il lancio è stato effettuato da un Falcon 9 Block 5 ed è avvenuto il 5 dicembre 2019. La missione è programmata da SpaceX per la NASA.